# Waiporia wiltoni
Waiporia wiltoni là một loài nhện trong họ Orsolobidae.
Loài này thuộc chi Waiporia. Waiporia wiltoni được Raymond Robert Forster & Norman I. Platnick miêu tả năm 1985.